# Odyneropsis apache
Odyneropsis apache är en biart som beskrevs av Griswold och Parker 1999. Odyneropsis apache ingår i släktet Odyneropsis och familjen långtungebin. Inga underarter finns listade i Catalogue of Life.